# Тамарашени (бывшее село)
Тамарашени (груз. თამარაშენი, осет. Тамарес) — бывшее село в Республике Южная Осетия, ближайший населённый пункт от Цхинвала на север (южная окраина Тамарашени без всякой границы переходила в улицу Цхинвала). Село было расположено на транскавказской магистрали. Территория села де-факто вошла в состав города Цхинвал.

## Население
По утверждению осетинских источников, после изгнания осетинского населения в начале 1990-х годов и переход села под контроль Грузии на период 1992—2008 гг. абсолютное большинство населения составили грузины.
По переписи 2002 года (проведённой властями Грузии, контролировавшей часть Цхинвальского района на момент проведения переписи) в селе жило 960 человек, в том числе 91 % — грузины).
В результате войны 2008 года грузинское население было вынуждено покинуть село, а их дома были уничтожены и сожжены осетинскими солдатами. Фактически село обезлюдело и перестало существовать, а его территория перешла под контроль РЮО.

## История
Считается, что село основано средневековой грузинской царицей св. Тамарой (ум. 1212) из династии Багратиони, отсюда и его название «Тамарашени», которое с грузинского переводится как «поселение Тамары» («შენი» [шени] — поселение).

### Во время конфликта 1989−1992 годов
Тамарашени было одним из четырёх крупных сёл, образовавших грузинский анклав на Транскавказской магистрали. В период конфликта 1989−1992 годов во время осады Цхинвала осетинское население (до 10 %) этих сел было изгнано, в то же время в самом начале конфликта грузинское и еврейское население было изгнано из осетинских анклавов и из Цхинвали. Сообщение с Цхинвалом осуществлялось по объездной Зарской дороге, путь по позднее открытой части Транскама представлял для осетин опасность.
В ходе Южноосетинской войны 1991—1992 годов грузинам удалось удержать село. В ходе конфликта (предположительно с осетинской стороны) был взорван дом-музей Иване Мачабели,  В 2003 году здание дома-музея было восстановлено Министерством культуры Грузии, но к 2011 году было вновь разрушено.

### В 2000-е годы
В 2004 году произошло обострение грузино-осетинских отношений, в конце июля российские миротворцы начали патрулировать район селения Тамарашени. 12 августа, по заявлению председателя комитета информации и печати Южной Осетии Ирины Гаглоевой, шёл интенсивный обстрел Цхинвала со стороны села Тамарашени из автоматического оружия, миномётов и зенитных установок. По заявлению командования грузинских миротворцев, из крупнокалиберного оружия были обстреляны дома жителей трёх сел (в том числе Тамарашени), причём некоторые дома получили серьёзные повреждения, и грузинскими миротворцами был открыт ответный огонь.
15 сентября, по заявлению Комитета информации и печати Южной Осетии, с 5:15 мск из села Тамарашени в течение получаса вёлся неприцельный гранатомётный обстрел вдоль реки Лиахва. МВД Грузии категорически опровергало факт обстрела осетинских сёл с позиций грузинских миротворцев в селе.
7 ноября 2004 года в селе состоялся обмен заложниками, с обеих сторон было освобождено около 40 человек.
29 мая 2005 года в селе погибли 4 военнослужащих Южной Осетии и 1 грузинский полицейский.
30 июня 2007 года, по сообщению И. Гаглоевой, со стороны Тамарашени вёлся обстрел Цхинвала (из минометов и стрелкового оружия с 13:00 до 16:10 мс) и осетинского села Квернет.
13 октября 2007 в Тамарашени прошёл организованный грузинскими властями и осетинским движением «Кокойты, фандараст!» концерт группы «Boney M.»

#### Эскалация летом 2008 года
11 июня российские и югоосетинские СМИ сообщали, что в 23:00 со стороны Тамарашени была обстреляна северная окраина Цхинвала. Обстрел вёлся в течение 10 минут из гранатомётов и стрелкового оружия.
По сообщениям российских СМИ, с 5 по 8 июля из расположенных севернее Цхинвали грузинских сёл (Тамарашени, Нули, Эредви и Курта) грузинская сторона эвакуировала около 300 детей.

#### Война 2008 года
Согласно осетинским СМИ, 1 августа в 22 часа начался обстрел Цхинвала, по словам нескольких жителей города, из реактивных установок, расположенных в ряде грузинских населённых пунктов, в том числе и в селе Тамарашени. Обстрел прекращен 2 августа в 11 часов. С грузинской стороны заявлялось, наоборот, об обстрелах села Тамарашени из огнестрельного оружия и миномётов 1 августа.
По словам Георгия Каркарашвили, 3-4 числа в селе уже было несколько погибших и раненых гражданских, а 7-го село уже было окружено осетинскими военными.
МВД Грузии сообщило, что 7 августа в 22:10 по селу был открыт массированный огонь (по мнению Юлии Латыниной, обстрел начался в 23:30), однако бывший начальник госканцелярии Грузии Петр Мамрадзе утверждал, что беженцы из грузинских сёл отрицали факт обстрела грузинских сёл в тот вечер. Журналисты The New York Times сообщали 7 ноября: «в Тамарашени некоторые жители говорят, что вечером 7 августа они подверглись легкому обстрелу, но чувствовали себя достаточно безопасно и не стали возвращаться в подвалы. Другие говорят, что обстрелов не было до 9 августа».
9 августа российские военные начали штурм грузинских позиций, расположенных в селе.
После того, как частями 58-й армии из села были выбиты грузинские военные, туда направились осетины, чтобы отомстить. По словам осетин, грузинские дома уничтожались из-за боязни возможного возвращения грузинских беженцев. Большая часть жителей была эвакуирована в Гори за несколько дней до начала войны. Оставшихся брали в плен для обмена на осетин, уведённых грузинскими военными.
Были разрушены или повреждены: торговый комплекс, больница, отделение Банка Грузии, кинотеатр, АЗС «Лукойла».
13 августа правозащитная организация Хьюман Райтс Вотч заявила, что осетинские ополченцы грабят и жгут грузинские сёла в Южной Осетии, включая село Тамарашени. А президент Грузии Михаил Саакашвили назвал Тамарашени «новой Сребреницей», так как, по его утверждению, в селе был организован концентрационный лагерь для этнических грузин, живущих в Южной Осетии.
По данным спутниковой съёмки, проведённой Международным научным институтом UNOSAT, на 24 августа в селе Тамарашени было уничтожено 177 объектов, по признанию председателя парламента Южной Осетии, все дома грузинского населения сожжены.
29 ноября 2008 года на заседании временной комиссии парламента Грузии Михаил Саакашвили заявил, что действия грузинской армии были направлены на защиту грузинского населения Тамарашени, Курта, Кехви и других сёл: «я думаю, основной вывод населения осуществили через окружную дорогу, поскольку я внимательно за этим наблюдал, но окружная дорога могла очень легко попасть под удар у села Дманиси, с нескольких других точек, среди них, из Цхинвали по направлению к Тамарашени очень легко было обстреливать и без подавления этих огневых точек вывод населения был невозможным, если бы не действия нашей армии, реально жертв у нас было бы сегодня десятки тысяч или тысячи, мы получили бы новую Сребреницу, потому что люди, которые вошли, обошлись с оставшимся населением, как Караджич и Младич поступили в Сребренице с оставшимся населением. Реально мы этих людей вытащили из их пасти»..

### После 2009 года
На части территории села, где находилась разрушенная кроличья ферма и рос дикий виноград, построен микрорайон Московский.
По утверждению пресс-секретаря мэра Москвы Сергея Цоя, с застроенной территории было извлечено 97 грузинских противопехотных мин.
По информации «Российской газеты», на месте сожжённых и покинутых сел Тамарашени и Ачабети планировалось построить аэропорт с удлинённой взлетно-посадочной полосой, способной принимать тяжёлые транспортные самолеты.

## Культура
В Тамарашени находился дом-музей местного уроженца, князя Иване Мачабели (1854—1898) — известного грузинского писателя и переводчика Шекспира на грузинский язык. После войны 2008 года дом-музей полностью разрушен.

## Религия
10 апреля 2007 года Патриарх Илия II освятил в селе фундамент храма в честь Благовещения Пресвятой Богородицы. Планировалось строительство монастырского комплекса.
Сохранилась часовня, построенная при больнице.